# Parafia św. Michała Archanioła w Szumsku
Parafia św. Michała Archanioła w Szumsku (lit. Šv. arkangelo Mykolo parapija) – parafia rzymskokatolicka administracyjnie należąca do dekanatu nowowilejskiego archidiecezji wileńskiej. 